# Hans Hermes
Hans Hermes (Neunkirchen, Sarre, 12 de fevereiro de 1912 – 10 de novembro de 2003) foi um matemático alemão, que contribuiu de forma significativa para os fundamentos da lógica matemática.

## Vida
Hermes estudou a partir de 1931 matemática, física, química, biologia e filosofia na Universidade de Freiburg, Universidade de Munique e Universidade de Münster. Em 1937 prestou o Staatsexamen em Münster, onde obteve um doutorado em 1938, orientado pelo físico Adolf Kratzer e pelo filósofo e lógico Heinrich Scholz, com a tese Eine Axiomatisierung der Mechanik. Em seguida obteve uma bolsa de estudos e foi para a Universidade de Göttingen sendo depois assistente na Universidade de Bonn. Na Segunda Guerra Mundial esteve até 1943 como soldado na ilha Jersey, ocupada pela Wehrmacht desde 1940 e depois no Chemisch-Physikalisches Institut da Marinha em Kiel e no final da guerra no Toplitzsee, Áustria. Em 1947 obteve a habilitação com Ernst Peschl em Bonn (Analytische Mannigfaltigkeiten in Riemannschen Bereichen) e foi então em Diätendozent e a partir de 1949 Dozent na Universidade de Münster, onde voltou-se novamente para a lógica matemática.
Em 1952 publicou conjuntamente com Heinrich Scholz um relatório enciclopédico que influenciou e deu suporte para o desenvolvimento da lógica matemática. 
Em 1953 sucedeu Heinrich Scholz na direção do influente Institut für mathematische Logik und Grundlagenforschung da Universidade de Münster. Sob sua direção o instituto tornou-se um centro da nova disciplina, com reputação não apenas não apenas na Alemanha. Trabalhando com Hermes estiveram lá dentre outros Wilhelm Ackermann e Gisbert Hasenjaeger. Em 1966 seguiu um chamado para a nova cátedra Mathematische Logik und Grundlagen der Mathematik da Universidade de Freiburg, onde aposentou-se em 1977.
Em 1967 Hermes foi eleito membro da Academia de Ciências de Heidelberg.
Os livros-texto de Hermes e seus artigos científicos convencem por sua originalidade, exatidão e clareza intuitiva, de acordo com Heinz-Dieter Ebbinghaus.
Hermes também envolveu-se com a edição iniciada por Scholz da obra de Gottlob Frege. Foi coeditor do Journal of Symbolic Logic. Em 1962 foi um dos membros fundadores da Deutsche Vereinigung für mathematische Logik und für Grundlagenforschung der exakten Wissenschaften (DVMLG). Em 1950 foi cofundador com Arnold Schmidt e Jürgen von Kempski do Archiv für Mathematische Logik und Grundlagen der Mathematik.
Dentre seus doutorandos constam Heinz-Dieter Ebbinghaus, Werner Markwald, Arnold Oberschelp, Walter Oberschelp e Jörg Flum.

## Obras
- Definite Begriffe und berechenbare Zahlen. Semesterberichte zur Pflege des Zusammenhangs von Universitaet und Schule aus den mathematischen Seminaren, Münster 1937, 110-123.
- Eine Axiomatisierung der allgemeinen Mechanik. Forschungen zur Logik und zur Grundlegung der exakten Wissenschaften, Heft 3, Leipzig 1938.
- Maschinen zur Entscheidung von mathematischen Problemen. Mathematisch-Physikalische Semesterberichte (Göttingen) (1952), 179-189.
- Die Universalität programmgesteuerter Rechenmaschinen. Mathematisch-Physikalische Semesterberichte (Göttingen) 4 (1954), 42-53.
- Einführung in die Verbandstheorie, Berlin - Göttingen - Heidelberg 1955, 2. erweiterte Aufl. 1967
- Aufzählbarkeit - Entscheidbarkeit - Berechenbarkeit. Einführung in die Theorie der rekursiven Funktionen, Berlin - Göttingen - Heidelberg 1961, 2. Aufl. 1971 (als Heidelberger Taschenbuch).
- Einführung in die mathematische Logik - Klassische Prädikatenlogik, Teubner Verlag, Stuttgart 1963, 2. erweiterte Aufl. 1969.
- Eine Termlogik mit Auswahloperator, Berlin, 1965.
- com Klaus Heidler und Friedrich-K. Mahn: Rekursive Funktionen, Mannheim - Wien - Zürich 1977.
- Zahlen und Spiele, in Heinz-Dieter Ebbinghaus, Friedrich Hirzebruch, Hermes u.a.: Zahlen, Springer Verlag, 3. Auflage 1992
- Entscheidungsproblem und Dominospiele, in Konrad Jacobs (Hrsg.) Selecta Mathematica II, Springer, Heidelberger Taschenbücher, 1970
- com Werner Markwald: Grundlagen der Mathematik, in Behnke, Süss, Fladt: Grundzüge der Mathematik, Bd.1, 1958, Vandenhoeck und Ruprecht
- com Heinrich Scholz Mathematische Logik, Enzyklopädie der Mathematischen Wissenschaften, Neue Folge, 1952
- com Gottfried Köthe: Theorie der Verbände, Enzyklopädie der Mathematischen Wissenschaften, Neue Folge, 1939